# Friedrich Knorr
Pour les articles homonymes, voir Knorr.
Friedrich Knorr (né le 10 novembre 1904 à Neustadt bei Coburg et mort le 1er avril 1978 à Cobourg) est un homme politique allemand de la CSU .

## Biographie
Après avoir étudié à l'Oberrealschule de Cobourg, Knorr passe au Realgymnasium de Sonneberg, où il obtient son diplômé d'études secondaires. Il étudie ensuite la philosophie, la sociologie, l'histoire et l'allemand à Erlangen, Marbourg, Cologne, Bonn et Leipzig. Il obtient son doctorat à Marbourg en 1929 puis complète sa formation de bibliothécaire à Erfurt et Leipzig. À partir de 1932, il est bibliothécaire universitaire à Leipzig. En 1941, il est nommé directeur de la bibliothèque Rothschild à Francfort-sur-le-Main, qui s'appelait Bibliothèque des langues et musiques modernes depuis 1935, et dans cette fonction, il est également directeur adjoint de l'administration générale des bibliothèques de Francfort. À partir de 1943, il gère le transfert des fonds de la bibliothèque de Francfort vers la Haute-Franconie, où l'administration de la bibliothèque de Francfort est située, à Mitwitz à partir de 1944. En 1944, il est admis dans l'Académie des sciences charitables d'Erfurt .
Début mars 1945, Knorr est appelé au service militaire et est fait prisonnier par les Américains. De retour de captivité, il prend la direction de la bibliothèque d'État de Cobourg en 1949.

## Parlementaire
Knorr est membre du Bundestag de 1957 à 1965. En tant que membre de la CSU, il représente la circonscription de Cobourg. De 1961 à 1965, il est à la tête de la commission consultative des bibliothèques du Bundestag.